# Dongfeng Fengshen Haohan

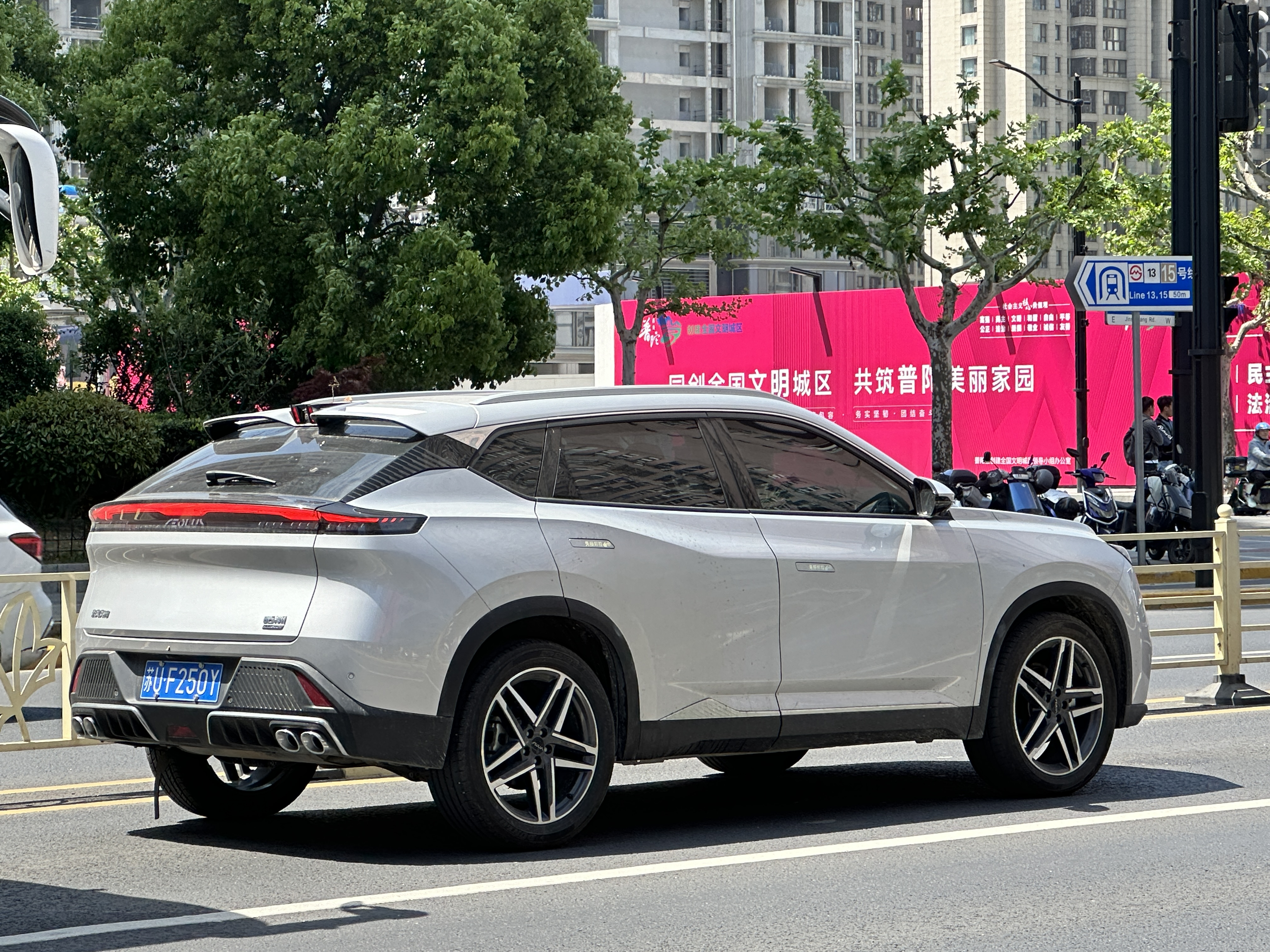
Heckansicht

Der Dongfeng Fengshen Haohan ist ein Sport Utility Vehicle der zur Dongfeng Motor Corporation gehörenden Submarke Dongfeng Fengshen der Marke Dongfeng.

## Geschichte
Erste Bilder des 4,65 Meter langen Fahrzeugs wurden im März 2023 gezeigt. Im April 2023 folgte die öffentliche Präsentation des Haohan auf der Shanghai Auto Show. Er ist unterhalb des Haoji positioniert und kam zunächst im August 2023 auf dem chinesischen Heimatmarkt in den Handel. Der russische Markt folgte im Juni 2025, wobei der Wagen hier als Dongfeng Aeolus Mage angeboten wird.

## Technik
Angetrieben wurde der Haohan zum Marktstart entweder von einem 1,5-Liter-Ottomotor mit 150 kW (204 PS) oder einem 1,5-Liter-Otto-Hybrid mit 215 kW (292 PS). Der Plug-in-Hybrid Dongfeng Fengshen L7 mit einer Systemleistung von 265 kW (360 PS) basiert auf dem Haohan. In Russland gibt es nur den Benziner, wobei die maximale Leistung mit 145 kW (197 PS) etwas geringer liegt.
|                                             | 1.5T                             | 1.5T                             | DH-i                        |
| ------------------------------------------- | -------------------------------- | -------------------------------- | --------------------------- |
| Markt                                       | Russland                         | China                            | China                       |
| Bauzeitraum                                 | seit 06/2025                     | seit 08/2023                     | seit 08/2023                |
| Motorkenndaten                              |                                  |                                  |                             |
| Motortyp                                    | R4-Ottomotor                     | R4-Ottomotor                     | R4-Ottomotor + Elektromotor |
| Motoraufladung                              | Turbolader                       | Turbolader                       | Turbolader                  |
| Hubraum                                     | 1496 cm³                         | 1476 cm³                         | 1476 cm³                    |
| max. Leistung Verbrennungsmotor bei min−1   | 145 kW (197 PS) / 5500           | 150 kW (204 PS) / 5200           | 150 kW (204 PS) / 5200      |
| max. Leistung Elektromotor                  | —                                | —                                | 105 kW (143 PS)             |
| max. Systemleistung                         | —                                | —                                | 215 kW (292 PS)             |
| max. Drehmoment Verbrennungsmotor bei min−1 | 305 Nm / 2000–4000               | 305 Nm / 2000–4000               | 305 Nm / 2000–4000          |
| max. Drehmoment Elektromotor                | —                                | —                                | 210 Nm                      |
| max. Systemdrehmoment                       | —                                | —                                | 565 Nm                      |
| Kraftübertragung                            |                                  |                                  |                             |
| Antrieb                                     | Vorderradantrieb                 | Vorderradantrieb                 | Vorderradantrieb            |
| Getriebe                                    | 7-Stufen-Doppelkupplungsgetriebe | 7-Stufen-Doppelkupplungsgetriebe | 4-Stufen-Hybridgetriebe     |
| Messwerte                                   |                                  |                                  |                             |
| Höchstgeschwindigkeit                       | 190 km/h                         | 190 km/h                         | 170 km/h                    |
| Beschleunigung, 0–100 km/h                  | 8,2 s                            | 8,5 s                            | 6,0 s                       |
| Kraftstoffverbrauch auf 100 km, kombiniert  | 7,2 l Super                      | 6,8–7,1 l Super                  | 5,0 l Super                 |
| Tankinhalt                                  | 51 l                             | 51 l                             | 51 l                        |
| Abgasnorm                                   | k. A.                            | China VIb                        | China VIb                   |